# Бердников, Вадим Сергеевич
Вадим Сергеевич Бердников (7 июля 1987, Челябинск) — российский хоккеист, нападающий. Игрок шведского клуба «Бурос».

## Карьера
Воспитанник челябинского «Трактора». Начал карьеру в 2005 году в астанинском «Барысе», выступая до этого несколько сезонов за фарм-клуб родного челябинского «Трактора». В 2006 году дебютировал в основном составе «Трактора». В конце сезона 2007/08 Бердников отправился в Высшую лигу в клуб ХК «Дмитров», где набрал 9 (5+4) очков в 17 проведённых матчах. Перед началом сезона 2008/09 Вадим подписал контракт с чеховским «Витязем», в составе которого стал одним из самых результативных игроков, набрав 60 (16+44) очков в 95 матчах.
Конец следующего сезона Бердников провёл в мытищинском «Атланте», после чего вновь вернулся в «Витязь», где в сезоне 2010/11 стал лучшим бомбардиром клуба, набрав 29 (12+17) очков в 53 матчах. Сезон 2011/12 Вадим также начинал в Чехове, однако, проведя в его составе 15 матчей, 14 ноября 2011 года он был обменян в московский «Спартак» на Михаила Жукова. За оставшуюся часть сезона Бердников сумел отметиться 12 (4+8) набранными очками в 28 матчах, однако 27 марта 2012 года руководство столичного клуба приняло решение не продлевать соглашение с игроком. 10 мая Бердников принял решение вернуться в родной клуб, заключив с «Трактором» однолетнее соглашение. Однако уже спустя 3 месяца Бердников покинул расположение челябинского клуба и стал игроком череповецкой «Северстали». В составе нового клуба стал одним из лучших бомбардиров, записав на свой счёт 26 (14+12) очков в 57 проведённых матчах.
3 мая 2016 года вернулся в «Спартак», где подписал соглашение на один год.

## Семья
Женат. Есть два сына и три дочери.

## Статистика
| Легенда | Легенда                    | Легенда | Легенда                   | Легенда | Легенда    |
| ------- | -------------------------- | ------- | ------------------------- | ------- | ---------- |
| И       | Количество проведённых игр | Штр     | Штрафное время            | +/−     | Плюс-минус |
| Г       | Голы                       | П       | Голевые передачи          | О       | Очки       |
| -       | Статистика неизвестна      | —       | Статистика не учитывалась |         |            |

### Клубная карьера
- a В этом сезоне в «Плей-офф» учитывается статистика игрока в Кубке Надежды.